# St. Katharina (Neuenbrook)

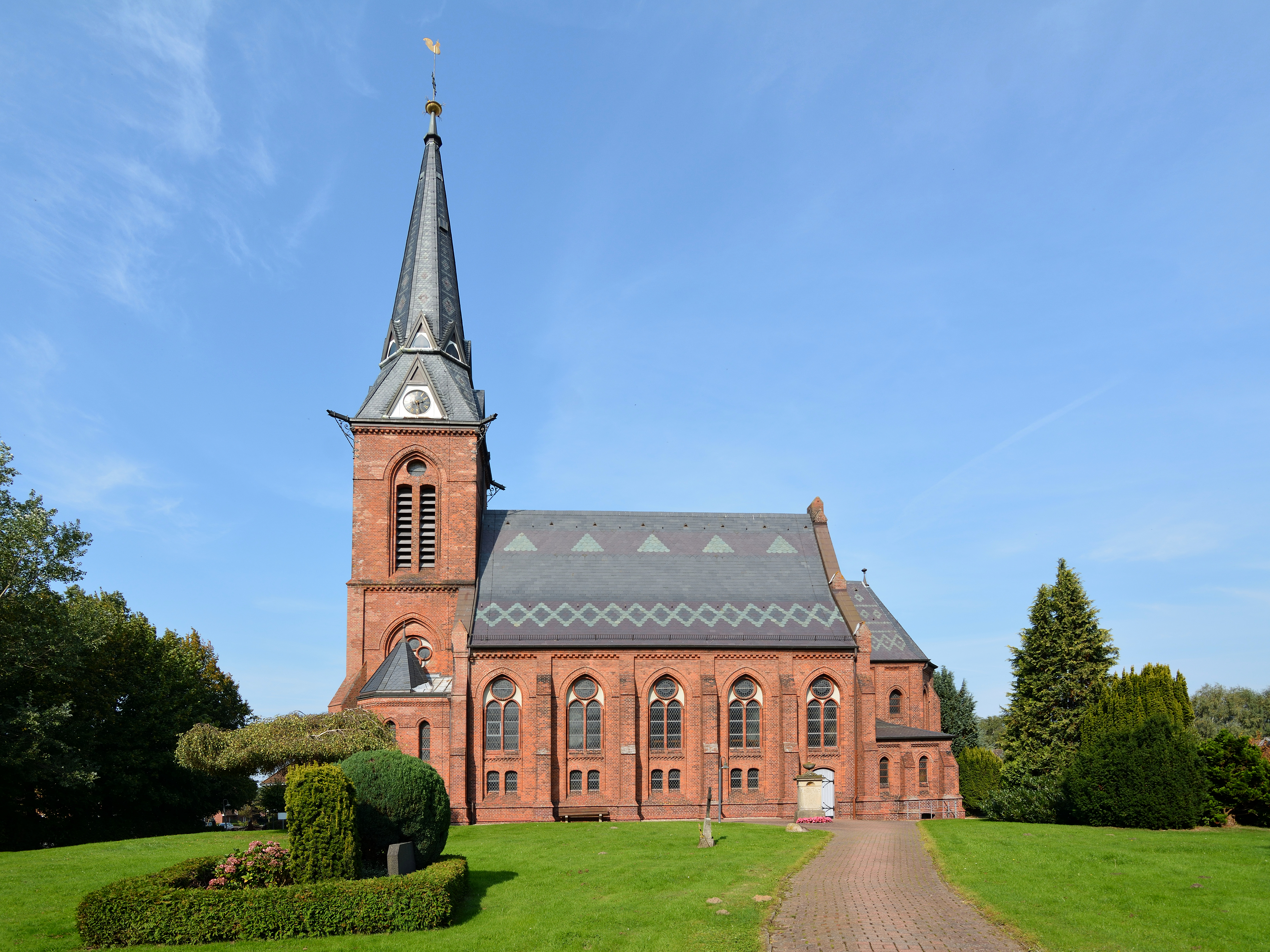
St. Katharinenkirche (Neuenbrook)

Die Kirche St. Katharina ist ein geschütztes Kulturdenkmal mit der Objekt-ID 4102 im Denkmalschutzgesetz in Neuenbrook, einer Gemeinde im Kreis Steinburg in Schleswig-Holstein. Die Kirchengemeinde gehört zum Kirchenkreis Rantzau-Münsterdorf der Evangelisch-Lutherischen Kirche in Norddeutschland.

## Beschreibung
Die nach einem Entwurf von Hermann Wurzbach und Ernst Schmidt gebaute neugotische Saalkirche von 1891 mit den schiefergedeckten, gemusterten Dächern blieb weitgehend unverändert. Sie besteht aus einem fünf Joche umfassenden Langhaus, einem eingezogenen, dreiseitig geschlossenen Chor im Osten, an dessen Südwand die Sakristei angebaut ist, und einem Kirchturm im Westen. Die Außenwände werden von Strebepfeilern gestützt. Das oberste Geschoss des Kirchturms beherbergt den Glockenstuhl. Darauf sitzt ein gestufter, spitzer Helm, der im unteren Teil in den Dachgauben die Zifferblätter der Turmuhr enthält.
Der Innenraum des Langhauses wird bestimmt durch die U-förmig umlaufende Empore und das dreiteilige, spitze Tonnengewölbe. Die Kirchenausstattung stammt aus der Erbauungszeit.